# Landbeschaffungsgesetz
Das Landbeschaffungsgesetz (LBG) regelt in Deutschland die Beschaffung von Grundstücken für Zwecke der Verteidigung und zur Erfüllung der Verpflichtungen des Bundes aus zwischenstaatlichen Verträgen über die Stationierung und Rechtsstellung von Streitkräften auswärtiger Staaten im Bundesgebiet durch freihändigen Erwerb oder Enteignung (§ 1, § 2, § 10, § 11 Abs. 2 LBG).

## Bedeutung
Das Landbeschaffungsgesetz dient zusammen mit dem Bundesleistungsgesetz und dem Schutzbereichgesetz der Versorgung der Streitkräfte mit Gütern und Leistungen im Verteidigungsfall im Rahmen des Prinzips der Gesamtverteidigung.

## Inhalt
Da der Grundbesitz der öffentlichen Hand für die erforderlichen und geplanten Vorhaben zum Aufbau der deutschen Streitkräfte und des Verteidigungssystems nicht ausreichte, hielt der Gesetzgeber „Eigentumsbeschränkungen, äußerstenfalls auch die Entziehung des Eigentums“ auf rechtsstaatlicher Grundlage für notwendig. Das LBG löste das Gesetz über die Landbeschaffung für Zwecke der Wehrmacht vom 29. März 1935 ab.
Der Begriff der Verteidigung umfasst nicht bloß Vorkehrungen zur Abwehr militärischer Angriffe, sondern schließt alle Einrichtungen ein, die dazu dienen, die Funktionsfähigkeit der Bundeswehr zu gewährleisten. Die Landbeschaffung muss jedoch in einem unmittelbaren Zusammenhang mit der Erfüllung von Verteidigungsaufgaben stehen. Nur Maßnahmen, die als solche dazu beitragen, die Funktionsfähigkeit der bewaffneten Verbände oder der Bundeswehrverwaltung zu gewährleisten, weisen die nach § 1 Abs. 1 Nr. 1 LBG vorausgesetzte Zweckrichtung auf. Das Anliegen, Angehörige der Streitkräfte mit Wohnraum zu versorgen, hat nicht bereits für sich genommen einen unmittelbaren Bezug zur Wahrnehmung von Verteidigungsaufgaben.
Ein enteigneter früherer Eigentümer kann verlangen, dass das enteignete Grundstück zu seinen Gunsten wieder enteignet wird (Rückenteignung), wenn das Grundstück nicht mehr für Aufgaben im Sinne des § 1 benötigt wird (§ 57 LBG).

## Rechtspolitik
Ein Antrag der Bundestagsfraktion der Grünen vom 30. Januar 2013, eine rechtlich gesicherte Praxis der Bürgerbeteiligung bei der Auswahl und Bestimmung von Grundstücken für Verteidigungszwecke im Landbeschaffungsgesetz zu etablieren, wurde entsprechend der Beschlussempfehlung des Verteidigungsausschusses vom Deutschen Bundestag abgelehnt.